# HD 210277 b
HD 210277 b es un planeta extrasolar descubierto el año 1998 por el equipo de California and Carnegie Planet Search usando el afortunado método de la velocidad radial. Este planeta es, al menos, un 24% más masivo que Júpiter. La distancia media es algo mayor que una UA, es decir, algo superior que la distancia de la Tierra al Sol. Sin embargo, su excentricidad es muy alta, tanto que en su periastro la distancia es casi la mitad, y en el apoastro, la distancia aumenta hasta situarse a una distancia similar entre Marte y el Sol.
En el año 2000, un grupo de científicos propuso, basándose en datos preliminares astrométricos del satélite Hipparcos, que el planeta podría tener una inclinación de 175,8º y una masa verdadera 18 veces la de Júpiter, convirtiendo el planeta en una enana marrón.
De todas formas, es estadísticamente muy improbable, y dicha especulación todavía no ha sido confirmada. Si el planeta orbita en el mismo plano que el disco protoplanetario, lo cual podría ser factible, tendría una inclinación de 40° y una masa absoluta de 2,2 veces la masa de Júpiter.